# Éphèbe
Pour les articles homonymes, voir Éphèbe (homonymie).

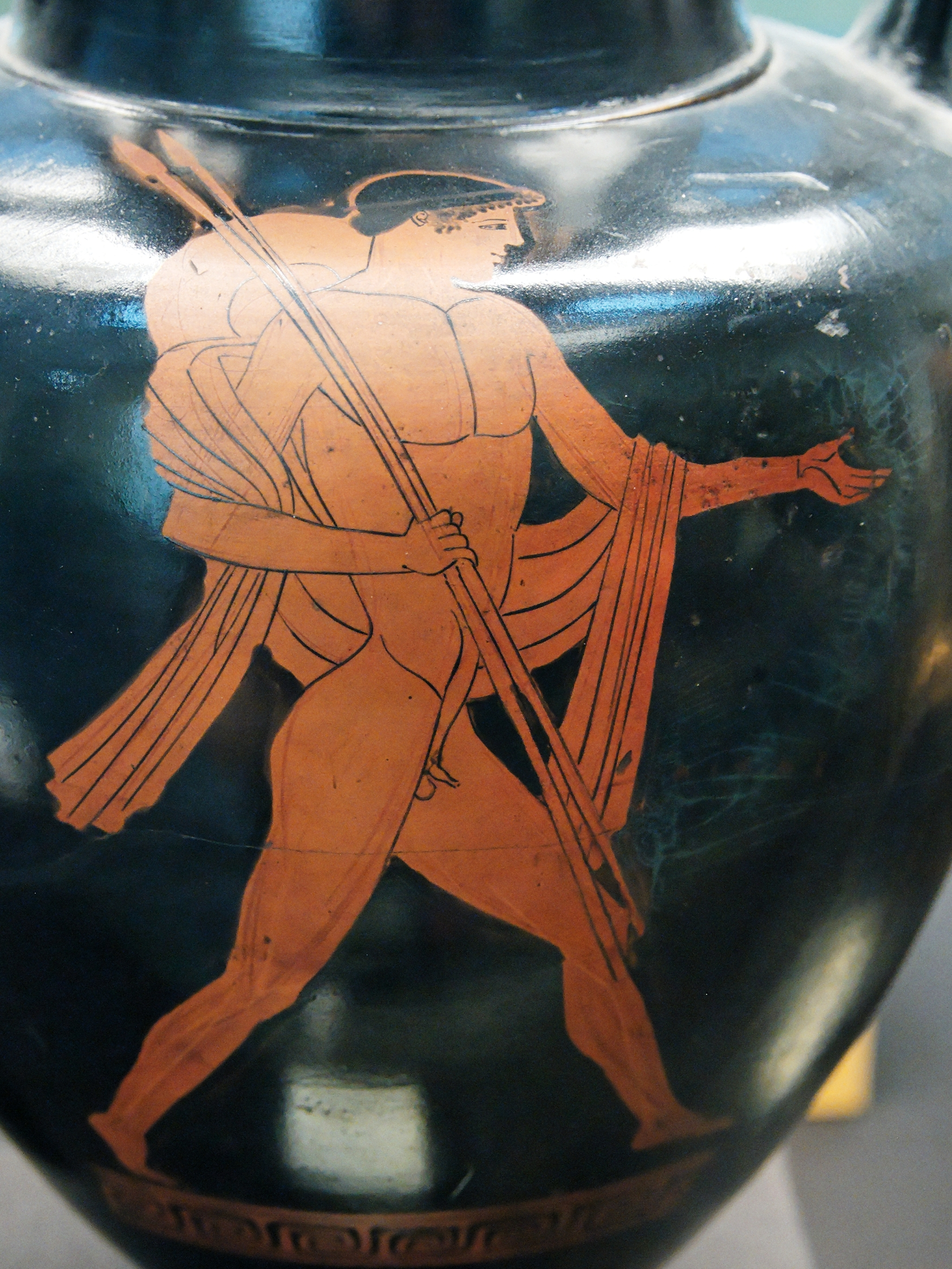
Éphèbe athénien portant le pétase, un himation, deux javelots et une épée, milieu du.

Chez les Grecs anciens, un éphèbe (en grec ancien ἔφηβος, éphêbos, contraction de ἐπί-ἥβη, dérivé de ἥβη hếbê, la jeunesse, cf. la déesse Hébé) était un jeune homme, en pratique un garçon ayant quitté l'autorité des femmes. À partir de la fin de l'époque classique et du début de l'époque hellénistique, les jeunes hommes aux alentours de 18 ans étaient intégrés à l'éphébie, une institution civique d'éducation où ils recevaient une formation militaire, sportive et intellectuelle.
Par extension, le terme désigne aujourd'hui un jeune homme d'une grande beauté.

## Origine
L'éphébie trouve probablement son origine dans des pratiques anciennes d'apprentissage, connues sous le nom de kóryos, qui marquent la transition entre l'enfance et l'intégration définitive des jeunes gens à la vie sociale. Parmi les pratiques réservées à cette classe d'âge avant l'apparition des premiers poils de barbe, la chasse prend place au milieu des entrainements et des exercices qui préparent les jeunes hommes à leur métier de citoyen : courage, entrainement physique et aptitude aux actions collectives.

## Naissance et premières années de l'institution à Athènes
C'est à Athènes que l'institution de l'éphébie apparaît pour la première fois, au cours du IVe siècle av. J.-C., à une date inconnue mais certainement dans la première moitié du siècle. L'institution est réformée vers 336 av. J.-C. par un certain Epikratès, proche de l'orateur Lycurgue, dans le contexte de la réorganisation d'Athènes par ce dernier. C'est l'éphébie de cette période qui est décrite par Aristote dans la Constitution d'Athènes (42).

### L'organisation de l'éphébie à l'époque de Lycurgue
L'éphébie dure deux ans, et rassemble les jeunes citoyens de 18 à 20 ans, astreints au service militaire. D'abord, le jeune homme est inscrit comme éphèbe sur la liste de son dème. L'assemblée des démotes vérifie qu'il a bien l'âge requis, et que ses parents sont citoyens athéniens, car depuis le décret de Périclès en 451 av. J.-C. est citoyen tout homme âgé de 18 ans ayant un père né d'un père citoyen athénien et une mère fille de citoyen athénien. C'est l'inscription au dème qui fait du jeune homme un citoyen (πολίτης / politês). Puis les éphèbes sont rassemblés par des sophronistes, élus par chaque tribu d'Athènes, soit dix en tout. Ces magistrats ont pour but d'encadrer les jeunes gens, et de pourvoir à leur nourriture et à leur logement. Après avoir rassemblé les éphèbes, ils leur font faire le tour des divers sanctuaires, puis se séparent en deux groupes, l'un cantonné à Munichie et l'autre à l'Actée, deux emplacements situés au Pirée.

Avant le début de l'éphébie, les éphèbes devaient prêter serment :

« Je ne déshonorerai pas mes armes sacrées et je n'abandonnerai pas mon voisin là où je serai en rang ; je défendrai ce qui est sain et sacré, et ne remettrai pas à mes successeurs la patrie amoindrie, mais plus grande et plus forte, agissant seul ou bien avec tous, j'obéirai à ceux qui, tour à tour, gouvernent sagement, aux lois établies et à celles qui sagement seront établies. Si quelqu'un entreprend de les détruire, je ne le laisserai pas faire, agissant seul ou bien avec tous, et j'honorerai les cultes ancestraux. Que connaissent de ce serment, les dieux, Aglauros, Hestia, Ényo, Ényalos, Arès, et Athéna Areia, Zeus, Thallô, Auxô, Hégémone, Héraclès, les bornes de la patrie, les blés, les orges, les vignes, les olives, les figues »

— Texte relevé sur une stèle du IVe siècle av. J.-C.. Traduction de Jean-Marie Bertrand.
La première année est consacrée à l'instruction des armes, sous l'autorité de pédotribes (παιδοτρίϐης/ paidotríbês), ou instructeurs. Les éphèbes sont formés au combat comme hoplites, ils apprennent également à manœuvrer des armes de siège comme la catapulte. La seconde année se déroule dans les garnisons de l'Attique, les jeunes recrues constituent l'essentiel des troupes athéniennes et participent aux travaux importants tels la construction de ponts, de retranchements ou de fortifications. L'éphébie s'achève à la fin de cette deuxième année avec la docimasie (en grec ancien ἡ δοκιμασíα). Il s'agit d'un type d'enquête, d'examen que doit subir l'éphèbe, d'une vérification finale d'aptitude qui déterminera l'obtention ou non de la citoyenneté athénienne par l'éphèbe.

### L'éphébie athénienne dans les guerres des Diadoques
Après la défaite athénienne dans la guerre lamiaque en 322 av. J.-C., révolte contre la domination macédonienne, la démocratie athénienne est attaquée. La cité est sous la domination de Démade et Phocion, le corps civique est réduit, et une garnison macédonienne est placée au fort de Munichie, le fort où les éphèbes avaient l'habitude de stationner. Ainsi, il apparaît probable que, dans ces conditions, l'éphébie fut détériorée, voire supprimée. Au régime de Démade et Phocion succède en 318 av. J.-C. une brève restauration de la démocratie, puis la tyrannie de Démétrios de Phalère à partir de 317 av. J.-C. . On ne sait pas quel fut le destin de l'institution dans ces années, si elle continua de manière détériorée à cause de l'occupation des forts par la garnison macédonienne ou si, dans l'hypothèse où elle fut supprimée sous le régime de Démade et Phocion, elle ne fut pas restaurée.
En 307 av. J.-C., Athènes est libérée de la domination macédonienne par Démétrios Poliorcète. Les institutions démocratiques sont alors restaurées, parmi lesquelles l'éphébie, toujours sur le modèle de l'éphébie de Lycurgue. Un décret de 304 av. J.-C. indique que les éphèbes pouvaient de nouveau stationner dans les fortins, indiquant leur libération des garnisons macédoniennes. La durée d'engagement des éphèbes n'est pas connue avec certitude : on sait que, plus tard, au IIIe siècle av. J.-C., l'éphébie athénienne ne dure qu'un an. Il se pourrait que ce changement soit intervenu à cette époque, soit dès la restauration démocratique de 307 av. J.-C., soit après quelques années où la durée était de deux ans comme au temps de Lycurgue. Il n'y a pas de certitude sur le nombre exact d'éphèbes, mais les effectifs étaient relativement importants : les estimations des spécialistes sont aux alentours de 400 éphèbes. C'est à cette époque qu'apparaissent dans les sources les listes d'éphèbes de toute la cité, et non plus des listes pour chaque tribu comme c'était le cas auparavant. C'est durant cette période de l'institution qu'est attestée la dernière mention de sophroniste : cette magistrature a disparu par la suite, et le cosmète est devenu le principal magistrat chargé de l'éphébie, témoignant du fait que l'éphébie s'affranchisse du cadre des tribus pour s'inscrire dans celui de la cité tout entière.
Dans les années qui suivent la bataille d'Ipsos en 301 av. J.-C., la situation politique à Athènes est très troublée. Le sophiste Lacharès devient tyran de la cité, puis il est délogé par Démétrios Poliorcète en 295 av. J.-C., qui met en place un régime oligarchique. Il est probable que les activités des éphèbes furent fortement perturbées, mais il est impossible d'en être certain, car il n'y a plus aucune source pour l'éphébie à Athènes entre 302 av. J.-C. et 267 av. J.-C.

## L'éphébie hellénistique dans le monde grec

### Le développement de l'éphébie hors d'Athènes
C'est à partir de l'époque hellénistique que l'éphébie apparaît progressivement dans le monde des cités grecques, peut-être à l'imitation du modèle athénien. La plus ancienne attestation absolument certaine d'une éphébie hors d'Athènes se trouve dans la cité d'Érétrie, au plus tôt dans les années 340-330, au plus tard et plus probablement peu après 319 av. J.-C. . L'éphébie d'Alexandrie, attestée avec certitude dans la première moitié du siècle suivant, pourrait néanmoins précéder l'éphébie érétrienne, ayant peut-être été instaurée par Alexandre lui-même. L'éphébie est attestée par la suite dans la première moitié du  IIIe siècle av. J.-C. en Béotie, où les cités étaient organisées au sein de la confédération béotienne (on la voit à Thèbes, Acraiphia, Copai, Thisbè, Thespies, Haliarte), à Milet, et Trézène, puis dans la deuxième moitié du même siècle à Samos et Théra. Comme bien souvent, les sources sont trop partielles pour avoir des certitudes sur les dates exactes de mise en place des éphébies dans le monde grec, et de nombreux cas restent hypothétiques.

### Organisation de l'éphébie hellénistique

#### Les magistrats chargés de l'éphébie
L'éphébie étant une institution civique, elle est encadrée par des magistrats, représentant la cité. Les principaux magistrats encadrant les éphèbes sont les gymnasiarques, les cosmètes et les éphébarques.
Les gymnasiarques étaient à l'origine des représentants des usagers du gymnase, élus en interne. Progressivement, au cours de l'époque hellénistique, les gymnasiarques deviennent des magistrats civiques, élus par le peuple, et étant l'instrument par lequel les cités peuvent contrôler les gymnases. Ce changement de statut du gymnasiarque témoigne du fait que les gymnases occupent une place importante dans la vie des cités à l'époque hellénistique, et deviennent un des bâtiments publics emblématiques de la vie civique, au même titre que l'agora, les théâtres, la salle du conseil etc.. Ainsi, les gymnasiarques prenaient en charge dans un certain nombre de cités l'éducation des éphèbes : ils organisaient leur entraînement, engageaient des maîtres, parfois sur leur propre fonds pour faire acte d'évergétisme, organisaient les concours auxquels participaient les éphèbes lors des grandes fêtes religieuses ou chaque mois en guise d'examen. La loi gymnasiarchique de Béroia, l'un des plus célèbres documents antiques sur la gymnasiarchie, qui est une loi de la cité macédonienne de Béroia datant du IIe siècle av. J.-C. et détaillant le fonctionnement de la magistrature, nous permet de voir un exemple de cité où le gymnasiarque était un véritable directeur du gymnase, s'occupant tout à la fois des éphèbes, des jeunes garçons (παῖδες / paides) et des jeunes hommes (νέοι / néoi).
Les cosmètes étaient des magistrats spécifiquement dédiés aux éphèbes. Peu de cité ont des cosmètes : c'est principalement à Athènes qu'on les retrouve. Il y a également des cosmètes à Alexandrie, témoignant de l'influence athénienne sur l'éphébie alexandrine. Leur rôle est analogue à celui du gymnasiarque, à ceci près que le gymnasiarque exerce sa tutelle sur l'ensemble des usagers du gymnase.
Les éphébarques étaient également des magistrats spécifiquement dédiés aux éphèbes comme leur nom l'indique. Ils sont moins bien connus que les deux magistrats précédents, du fait d'un nombre moins important de sources : le document principal pour étudier l'éphébarchie, la loi éphébarchique d'Amphipolis, n'a été publiée qu'en 2016. L'éphébarchie est une magistrature qui apparaît assez tardivement, surtout connue pour la basse-époque hellénistique et l'époque impériale. Leur rôle est analogue aux gymnasiarques et cosmètes : ils s'assurent du bon ordre chez les éphèbes, ils jouent un rôle de recension des éphèbes et organisent l'enseignement et les concours.

#### Activités militaires
On a longtemps pensé que les activités militaires des éphèbes déclinaient à l'époque hellénistique, et que l'institution devenait principalement sportive et intellectuelle, mais cette idée est largement remise en question aujourd'hui. Les activités militaires des éphèbes se caractérisaient la plupart du temps par l'entraînement au tir à l'arc, au lancer de javelot et au tir à la catapulte. On connaît également la discipline de l'hoplomachie (ὁπλομαχία / hoplomakhia), qui est un entraînement au combat hoplitique, qu'on trouve assez régulièrement également mais dont la pratique devait être moins régulière, du fait du salaire plus élevé des maîtres d'hoplomachie. On voit également des innovations, comme le combat avec bouclier long (θυρεαμαχία / thuréamakhia), qui serait apparu à la suite des invasions galates. Toutes ces disciplines donnaient lieu à des concours, régulièrement organisés par les magistrats chargés de l'éphébie.
Ce programme d'entraînement militaire s'organisait ainsi selon un modèle traditionnel, l'entraînement à l'arc, au javelot, et à la catapulte étant pratiqué dans toutes les institutions éphébiques du monde grec, mais qui laissait aussi une place à l'innovation avec le bouclier long, ce qui témoigne du fait que l'entraînement militaire des éphèbes répondait à des besoins concrets.
Comme avec les éphèbes athéniens à l'époque classique, les éphèbes jouent un rôle de patrouille, notamment contre les actions de brigandage et de piraterie. Le rôle de patrouille et de défense du territoire est d'autant plus importante pour les éphèbes que c'est principalement dans ce cadre qu'ils seront amenés à prendre les armes, la guerre entre cités étant plus rares qu'à l'époque classique, les royaumes hellénistiques assumant ce rôle de guerre interétatique, d'autant que les armées hellénistiques reposaient en grande partie sur des mercenaires. Le royaume de Macédoine était néanmoins un cas particulier, car il y a en Macédoine une tradition militaire d'une armée nationale, le recrutement se faisant au niveau des cités, expliquant l'importance de l'entraînement des éphèbes (la loi gymnasiarchique de Béroia découlait ainsi certainement d'un ordre royal adressé à l'ensemble des cités du royaume). Comme dans l'Athènes classique, les éphèbes patrouilleurs sont des péripoles (περίπολοι / péripoloi). Ils sont uniquement attestés  en Grèce de l'ouest et du nord-ouest, de la Thessalie à l'Illyrie. Ces péripoles pourraient également se trouver dans d'autres régions du monde grec, notamment en Asie Mineure où on connaît des bâtiments appelés περιπόλιον / péripolion, qui, à l'époque romaine, sont des communautés autonomes dans le territoire des cités, mais qui, compte tenu de leur nom, pourraient avoir été à l'époque hellénistique des lieux défensifs où stationnaient les péripoles.

#### Activités intellectuelles
Progressivement, l'éphébie intègre des activités intellectuelles. La plus ancienne éducation de ce type est attestée dans le premier tiers du IIe siècle av. J.-C. dans la cité béotienne d'Haliarte, où un philosophe au nom inconnu est allé enseigner aux éphèbes. C'est ainsi un phénomène plutôt typique de la basse époque hellénistique, et qui se poursuivra à l'époque impériale. Mais toutes les cités ne sont pas touchées par le phénomène, à l'instar de la cité de Béroia en Macédoine, où l'éphébie reste avant tout militaire. De plus, cette éducation n’est pas régulièrement instituée : elle repose avant tout sur l’initiative des magistrats responsables de l’éphébie - cosmètes, gymnasiarques ou éphébarques - qui amenaient les éphèbes assister aux leçons d’un maître itinérant ou dans une école philosophique. Ainsi, le phénomène concerne surtout les cités qui parviennent à attirer à elles les savants : Athènes bien sûr, mais aussi Delphes ou encore Rhodes, qui apparaissent comme de véritables centres culturels.
Les principaux enseignants sont des rhéteurs, des philosophes et des philologues ou grammairiens. On voit également ponctuellement des médecins, géomètres ou encore astronomes enseigner aux éphèbes. Ces enseignements étaient de deux types : les conférences (ἀκρόασεις / akroaseis), ponctuelles, ouvertes à tous, et qui visaient à faire la démonstration du savoir et du talent oratoire de l’érudit, et les leçons (σχολαί / scholai), régulières, avec le cercle restreint des élèves du maître.

### L'éphébie athénienne à l'époque hellénistique
L'éphébie athénienne réapparaît dans nos sources en 267 av. J.-C. Ayant perdu son caractère obligatoire et ramenée à un an, le nombre d'éphèbes est alors au plus bas : par exemple, dans les années 240 av. J.-C., leur nombre est aux alentours d'une vingtaine. Ce faible nombre d'éphèbes, notamment par rapport à d'autres cités du monde grec où, au même moment, les éphèbes pouvaient atteindre la centaine sans pour autant que l'institution y soit obligatoire, peut s'expliquer par le fait que la cité cesse de financer l'éphébie. Dès lors, seuls les plus riches ont les moyens d'y participer et y trouvent un intérêt, mais il n'y a pas de barrière légale, des citoyens pauvres pouvant toujours participer à l'éphébie. Il est possible que l'État encourageait les riches citoyens à financer l'accès aux études des moins aisés, dans un esprit d'évergétisme, générosités qui restaient néanmoins l'exception et non la règle. Les éphèbes devaient régulièrement payer pour certains frais, comme la réparation des catapultes. Les cosmètes jouent aussi un rôle de financement de l'institution. Le caractère élitaire accru de l'éphébie athénienne à cette période se voit par le fait que beaucoup d'éphèbes sont attestés dans d'autres sources épigraphiques, avec des responsabilités politiques ou religieuses.
Jusqu'en 229 av. J.-C., le service des éphèbes se restreint à la ville, du fait de l'occupation macédonienne. Le seul endroit où ils tenaient encore une garnison était la colline des Muses, probablement à partir de 268 av. J.-C. et le début de la guerre chrémonidéenne. Après 229 av. J.-C., les éphèbes peuvent à nouveau garder le Pirée et patrouiller sur le territoire attique, les Athéniens ayant acheté le départ des garnisons macédoniennes qui stationnaient dans les garnisons, et notamment au Pirée.
Des textes évoquent un service de garde de l'Assemblée, qui semble être une activité ponctuelle au tournant du IIIe siècle av. J.-C. et du IIe siècle av. J.-C., puis qui devient régulière au cours de ce même siècle. On peut voir dans cette activité un moyen d'éducation, déjà vanté par Platon dans la République, qui estimait qu'assister aux séances de l'Assemblée pouvait avoir une influence positive sur les jeunes gens. On peut aussi y voir une réaffirmation patriotique après le départ des garnisons macédoniennes de 229.
Dans la seconde moitié du IIe siècle av. J.-C., on assiste à une augmentation des effectifs, qui peut s'expliquer par un retour des financements publics de l'éphébie. En effet, depuis 167 av. J.-C., l'île de Délos est revenue dans le giron d'Athènes, ce qui permet à la cité de connaître une période de grande prospérité. Délos se dotera également d'une éphébie, moins prestigieuse que celle d'Athènes.
C'est aussi à cette période qu'on voit des éphèbes étrangers, souvent issus de grandes cités commerciales comme Rome, Milet ou Antioche, et dont la proportion parmi les éphèbes est croissante, allant même jusqu'à dépasser le nombre d'éphèbes athéniens dans la promotion de l'année 39 av. J.-C.
Il semblerait qu'Athènes soit entrée en crise au tournant des années 90 et 80 av. J.-C., ce qui explique son soutien à Mithridate dans sa lutte contre les Romains. Au cours de la première guerre mithridatique, l'éphébie aurait connu une fonctionnement altéré malgré le fait qu'elle fonctionnait les années précédant le conflit. L'institution a grandement souffert du siège de Sylla, les Romains ayant détruit ou endommagé de nombreux monuments liés à l'institution comme le Lycée.
Après le départ de Sylla, les institutions athéniennes, dont l'éphébie, reprennent leur fonctionnement. Le nombre d'étrangers dans l'éphébie est croissant dans la deuxième moitié du Ier siècle av. J.-C. En revanche, la cité s'est à nouveau désengagée financièrement de l'institution, ce qui restera une constante durant toute la période impériale. La pratique de l'hoplomachie perdure, mais il semblerait que le javelot, l'arc et la catapulte ont été abandonnés. On voit également l'apparition de l'équitation.

## Les éphèbes hors du monde grec antique

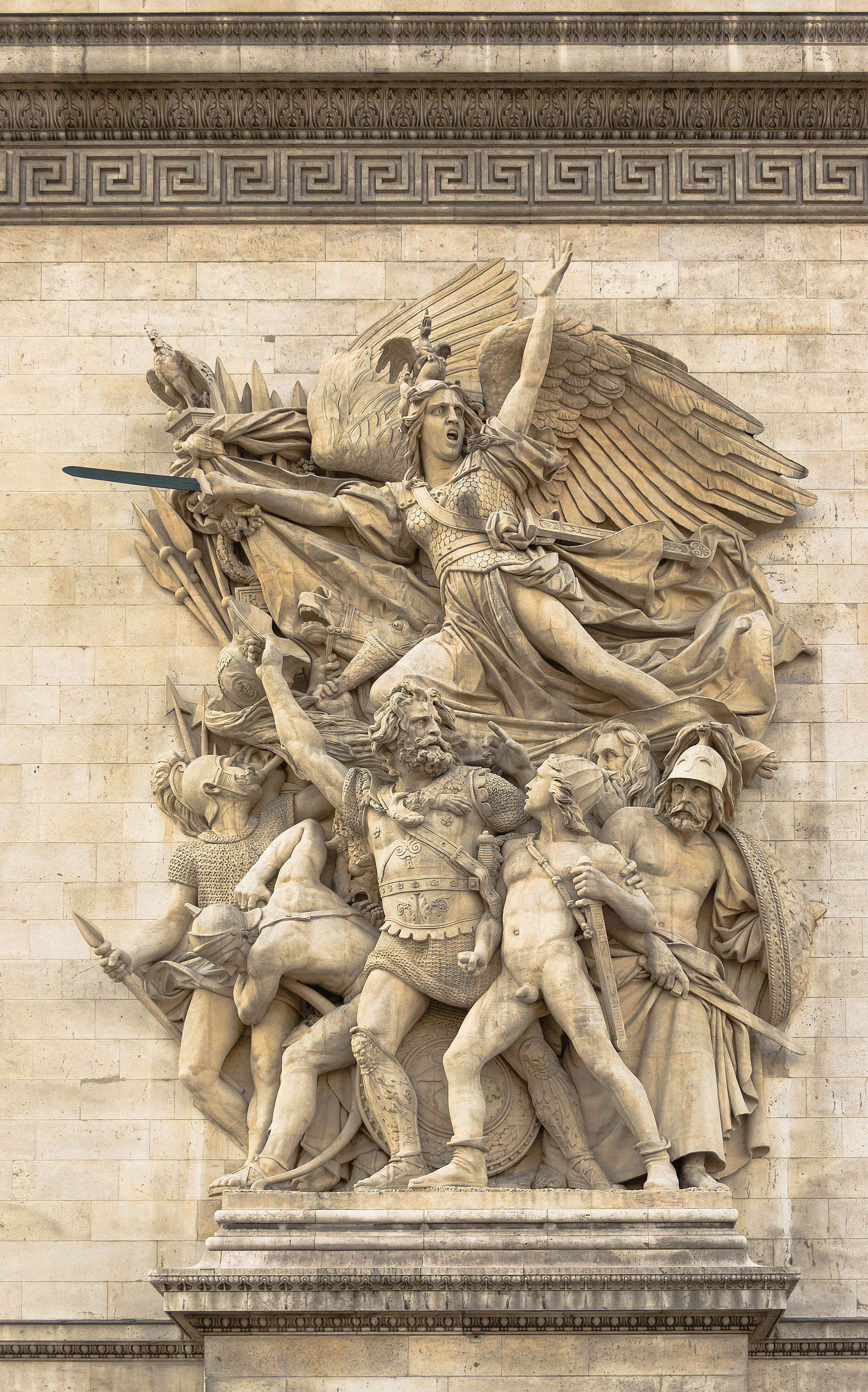
Sous la Marseillaise, un hoplite et son éphèbe.

### L'éphèbe de l'Arc de triomphe
On trouve un éphèbe dans la sculpture de Rude de l'Arc de triomphe de la place Charles-de-Gaulle de Paris.

### Sens contemporain et concepts connexes
Le Centre national de ressources textuelles et lexicales avance comme définition moderne de l'éphèbe « jeune garçon d'une grande beauté », notant que ce terme a une pointe d'ironie, ou une nuance d'homosexualité.
Dans l'argot homosexuel contemporain, le twink, terme originellement issu de la langue anglaise, est un jeune homme mince et beau,,,. Dans des articles de presse francophone, le terme de « twink » a été traduit en français par « éphèbe »,.